# Танкред (опера)
«Танкред» (итал. Tancredi) — опера Джоакино Россини на либретто Гаэтано Росси в двух действиях по одноимённой драме Вольтера. Премьера состоялась в Венеции в театре «Ла Фениче» 6 февраля 1813 года. Стендаль считал эту оперу одним из лучших произведений композитора.
До написания этой оперы Россини на данный сюжет уже существовала предыдущая французская с названием «Танкред» (фр. Tancrède) — лирическая трагедия Андре Кампра по либретто Антуана Данше (Королевская академия музыки Франции, 7 ноября 1702 г.). Однако сегодня это произведение исполняется редко.

## История создания и постановок

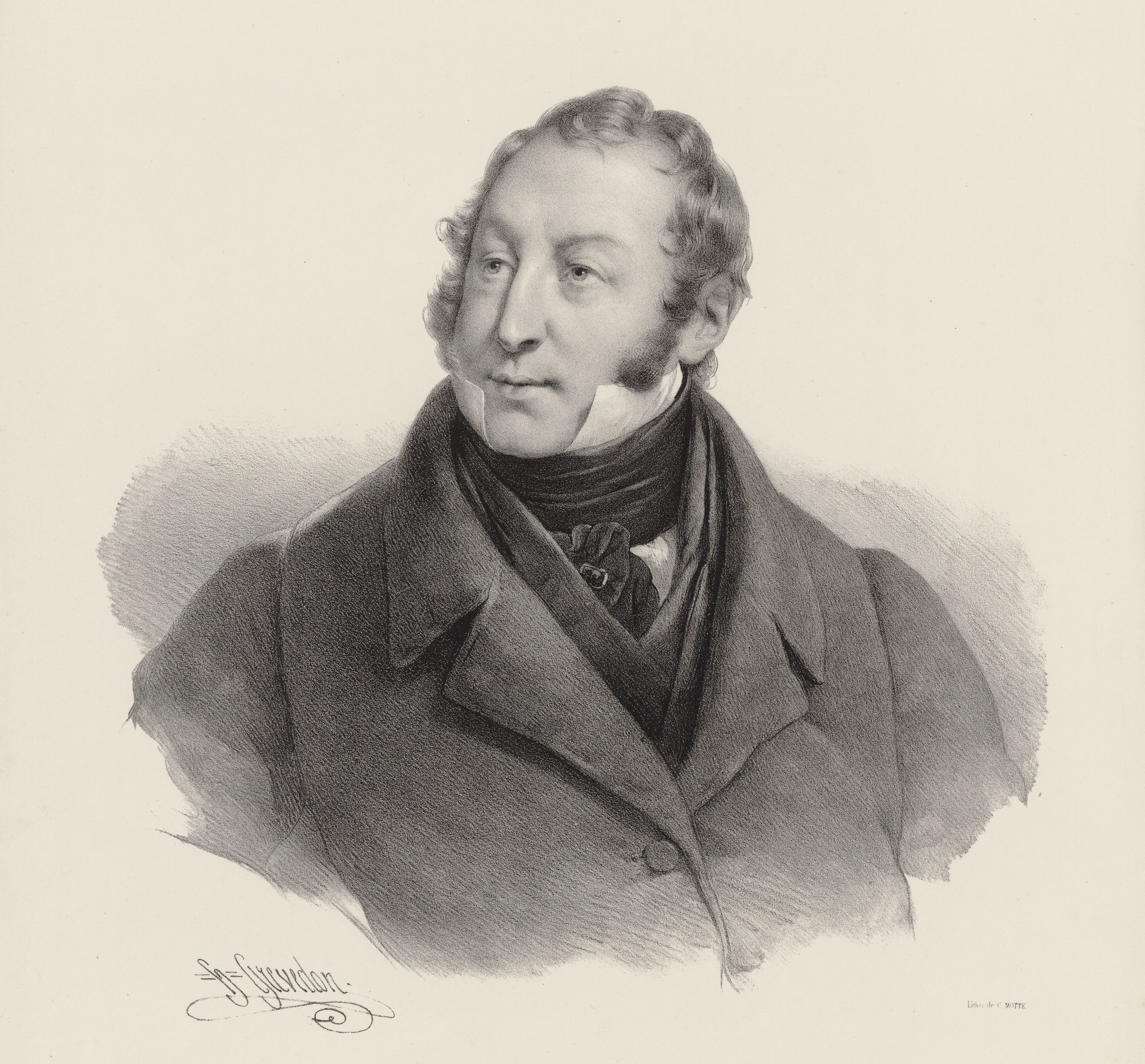
Джоакино Россини

Увертюру «Танкреда» Россини позаимствовал из своей более ранней оперы «Пробный камень».
Премьера состоялась в Венеции в театре «Ла Фениче» 6 февраля 1813 года, однако спектакль не был доведён до конца из-за плохого самочувствия певиц, исполнявших главные партии, и полное представление оперы впервые прошло только 13 февраля 1813 года в том же театре.
Вскоре после этого Россини переработал оперу, отказавшись от счастливого конца. Изменить либретто, написанное Гаэтано Росси, было поручено Луиджи Леки. Новая редакция оперы была исполнена на сцене в Ферраре предположительно 30 марта 1813 года. Новую версию «Танкреда» публика не приняла, и в дальнейшем на сцене исполнялась только первоначальная редакция.
Как и ряд других опер Россини, «Танкред» получил негативный отзыв композитора Карла Марии фон Вебера. Как вспоминал Россини о своём визите в Вену в 1822 году: «По-видимому, в давние времена Вебер написал о „Танкреде“, или, вернее, против „Танкреда“, газетную статью, и он придавал этому такое большое значение, что даже осведомился через одного знакомого, захочу ли я его видеть. Если бы я, двадцатилетним парнем настрочив „Танкреда“, мог тогда предположить, что где-то какой-то иностранный композитор написал о нём заметку, то я поистине почёл бы это за честь. Вы можете себе представить, что из-за этого я не отнёсся к визиту Вебера с меньшим удовольствием».
Российская премьера оперы состоялась в Петербурге в 1839 году (в роли Танкреда — Анна Петрова-Воробьёва).

## Действующие лица

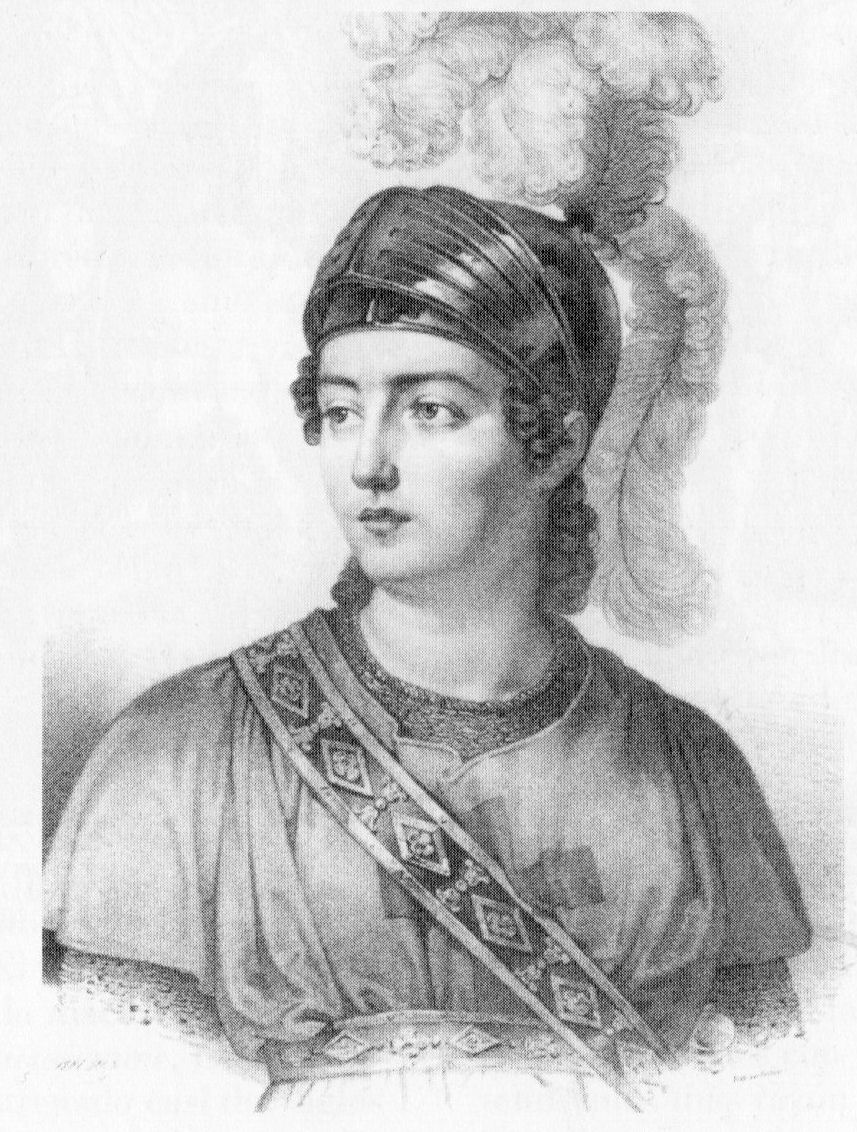
Джудитта Паста в главной партии

| Партия                                                              | Голос                        | Исполнитель на премьере 6 февраля 1813 (Дирижёр: —) |
| ------------------------------------------------------------------- | ---------------------------- | --------------------------------------------------- |
| Танкред                                                             | контральто или меццо-сопрано | Аделаида Маланотте Монтрезор                        |
| Аменаида                                                            | сопрано                      | Элизабетта Манфредини Гуармани                      |
| Аржирио, отец Аменаиды                                              | тенор                        | Пьетро Тодран                                       |
| Орбаццано                                                           | бас                          | Лучано Бьянки                                       |
| Изаура                                                              | контральто                   | Тереза Маркези                                      |
| Руджеро                                                             | меццо-сопрано или тенор      | Каролина Сивелли                                    |
| рыцари, оруженосцы, жители Сиракуз, сарацины, солдаты, пажи, стража |                              |                                                     |

## Содержание
Действие происходит в 1005 году в Сиракузах.

## Музыкальные номера
- Увертюра
- «Di tanti palpiti» («За все тревоги») — ария Танкреда